# Mörlen
Mörlen é um município da Alemanha  localizado no distrito de Westerwaldkreis, estado da Renânia-Palatinado.
Pertence ao Verbandsgemeinde de Bad Marienberg.